# أداد (نبات)
الأداد أو الكرلينة أو الثُغام أو الأشخيص (الاسم العلمي: Carlina) هو جنس نباتي يتبع الفصيلة النجمية من رتبة النجميات. يضم هذا الجنس حاليًا ما بين أربعين وخمسين نوعًا مقبولا من النباتات موطن معظمها الوطن العربي وحوض البحر الأبيض المتوسط.

## من أنواع الأدادالواطنةفيالوطن العربي
- الأداد الأشعر (باللاتينية: Carlina comosa) في بلاد الشام
- الأداد الأطلسي (باللاتينية: Carlina atlantica) في المغرب العربي
- الأداد البارد (باللاتينية: Carlina frigida) في بلاد الشام والبلقان
- الأداد صفصافي الأوراق (باللاتينية: Carlina salicifolia) في جزر الكناري
- الأداد الصمغي (باللاتينية: Carlina gummifera) في المغرب العربي وبعض مناطق شمال المتوسط
- الأداد الصوفي (باللاتينية: Carlina lanata) في بلاد الشام ووادي النيل والمغرب العربي وتركيا
- الأداد العلاجي (باللاتينية: Carlina curetum) في بلاد الشام وكريت
- الأداد الغيتوني (باللاتينية: Carlina guittonneaui) في المغرب العربي
- الأداد قصير الحراشف (باللاتينية: Carlina brachylepis) في المغرب العربي
- الأداد قليل الرؤوس (باللاتينية: Carlina oligocephala) في بلاد الشام وتركيا
- الأداد كبير الأوراق (باللاتينية: Carlina macrophylla) في المغرب العربي
- الأداد الكردي (باللاتينية: Carlina kurdica) في بلاد الشام
- الأداد اللبناني (باللاتينية: Carlina libanotica) في بلاد الشام وقبرص
- الأداد المتفرع (باللاتينية: Carlina racemosa) في المغرب العربي وسردينيا وإسبانيا والبرتغال
- الأداد الإسباني (باللاتينية: Carlina hispanica) في المغرب العربي

## من أنواع الأداد غير الموجودة في الوطن العربي
- الأداد الشائع (باللاتينية: Carlina vulgaris) في أوروبا
- الأداد عديم الساق (باللاتينية: Carlina acaulis) في أوروبا
- الأداد العذقي (باللاتينية: Carlina corymbosa) في تركيا وجنوب أوروبا
- الأداد كبير الرأس (باللاتينية: Carlina macrocephala) في كرواتيا وسردينيا وكورسيكا
- الأداد اليوناني (باللاتينية: Carlina graeca) في اليونان وتركيا وألبانيا